# آنا جاكوبس
آنا جاكوبس (بالإنجليزية: Anna Jacobs)‏ (1941، روتشديل في المملكة المتحدة)؛ كاتِبة وروائية بريطانية. درست في جامعة ليدز.